# Diarthron tarbagataicum
Diarthron tarbagataicum är en tibastväxtart som först beskrevs av Evgeniia Georgievna Pobedimova, och fick sitt nu gällande namn av Kit Tan. Diarthron tarbagataicum ingår i släktet Diarthron och familjen tibastväxter. Inga underarter finns listade i Catalogue of Life.